# Stazione TGV di Montpellier
La stazione TGV di Montpellier de France, detta anche Montpellier-Sud-de-France, situata a circa 6 km a sud-est dal centro di Montpellier, in Occitania (Francia meridionale), è parte del tracciato dell'alta velocità LGV Méditerranée. La stazione è stata realizzata con l'obiettivo di alleggerire il traffico ferroviario della stazione di Montpellier-Saint-Roch e migliorare il collegamento della città alla rete ad alta velocità TGV, in particolare verso Parigi, Lione e Barcellona.
Progettata dall’architetto Marc Mimram, con il contributo strutturale degli ingegneri Guillaume Lamoureux e Romain Ricciotti, la stazione si configura come un nodo di interscambio multimodale. Il complesso si sviluppa su una superficie complessiva di circa 10.000 m², comprendente un padiglione di 3.500 m² destinato a servizi e attività commerciali. La stazione è collegata all’aeroporto e alla stazione di Montpellier-Saint-Roch tramite la rete di trasporti pubblici esistenti, tra cui tram e autobus.

## Caratteristiche architettoniche e strutturali
La stazione TGV di Montpellier-Sud de France è concepita come una stazione di transito, priva di una facciata principale tradizionale. L’organizzazione interna si sviluppa su più livelli sovrapposti, configurati secondo uno schema funzionale lineare.
La costruzione, che occupa una superficie di circa 7.000 m², ha ottenuto una valutazione tecnica sperimentale (ATEx). La struttura portante è costituita da travi metalliche principali di 60 metri di lunghezza, suddivise in elementi da 40 e 20 metri, appoggiate su tre sostegni. Su questa struttura si innestano 115 pinne in calcestruzzo fibrato ad alte prestazioni (BFUP) di colore bianco, lunghe 18 metri, con uno spessore di 4 centimetri, suddivise in cinque tipologie formali distinte. La parte superiore è completata da un elemento a sbalzo in BFUP di 7 metri.
Le pinne, precompresse tramite post-tensione, incorporano inserimenti in vetro, secondo le indicazioni di Romain Ricciotti, responsabile dell’ufficio tecnico Lamoureux & Ricciotti.
La stazione si presenta come una lastra-ponte, sostenuta da 30 piloni architettonici a forma di "V", alti 3,60 metri e larghi 1,90 metri nella parte sommitale. Ogni pilone è realizzato in calcestruzzo C40/50, con un volume di circa 22 m³, e contiene circa 7 tonnellate di acciaio. I piloni sono fondati su pali alti 4 metri. La soluzione iniziale, che prevedeva l’uso di banchi di getto tradizionali, è stata abbandonata in favore di una cassaforma metallica personalizzata, del peso di 2,8 tonnellate per lato, progettata per rispondere ai vincoli di tempo e precisione esecutiva.
L’elemento architettonico distintivo dell’opera è rappresentato dalla grande copertura, realizzata in BFUP, che costituisce la cifra stilistica principale del progetto.

## Copertura architettonica
La copertura della stazione è uno degli elementi architettonici più distintivi dell’intero progetto. Caratterizzata da una forma a doppia curvatura, è realizzata in calcestruzzo fibrato ad altissime prestazioni (BFUP). Questo materiale consente di ottenere elevate prestazioni meccaniche e resistenza agli agenti atmosferici, oltre a permettere ampie luci strutturali e un forte impatto estetico, grazie alla capacità di modellare in modo preciso luce e ombra.
Secondo l’architetto Marc Mimram, l’adozione del BFUP risponde anche all’esigenza di garantire una migliore integrazione architettonica della struttura all’interno del contesto urbano e paesaggistico. Per valutare il comportamento della copertura in presenza di carichi eolici e per prevedere gli effetti di una futura urbanizzazione del sito, sono stati condotti studi in galleria del vento presso il CSTB di Nantes.
La copertura è costituita da 23 elementi principali a palma doppia curvatura inversa, ciascuno con una luce di 18 metri, una larghezza di 2,4 metri e uno spessore variabile tra 4 e 6 centimetri. Disposte in sequenza, queste palme formano la parte centrale dell'involucro, composta da cinque volte ribassate. A queste si aggiungono quattro ulteriori tipologie di palme, ciascuna ripetuta dieci volte, progettate per definire i raccordi geometrici nelle aree terminali della copertura.
Per esigenze di illuminazione naturale, le palme risultano traforate con piccoli rettangoli di diversa densità, che conferiscono loro un aspetto simile a schede perforate. Il grado di foratura varia tra l’8% e il 25%, e i fori sono orientati in direzione nord-sud. La curvatura delle palme è studiata per ottimizzare l’ombreggiamento, deviare i flussi d’aria e favorire l’effetto di raffrescamento passivo. Ogni palma contiene circa 120 fori, ricoperti di vetro, che contribuiscono alla regolazione termo-luminosa dell’ambiente interno.

## Inquadramento contrattuale e contesto[3]
Il progetto della stazione rientra nell’ambito di un contratto di partenariato pubblico-privato (PPP). L’intervento è stato affidato a un consorzio composto da Icade Promotion, François Fondeville, Engie Cofely e da una struttura finanziaria costituita dalla Caisse des Dépôts e dal fondo di investimento DIF.
Sebbene il piano preveda anche piste ciclabili e percorsi pedonali per favorire l’accessibilità e l’intermodalità, il progetto ha sollevato critiche da parte di associazioni ambientaliste. Le obiezioni si sono concentrate principalmente sull’impatto ambientale dell’intervento e sulla localizzazione della stazione, ritenuta periferica rispetto al centro urbano.

## Fasi di cantiere e innovazioni costruttive[3]
Secondo Marc Larruy, direttore tecnico dell’impresa François Fondeville, il cantiere della stazione ha rappresentato un intervento particolarmente sensibile, in quanto inserito all’interno del progetto di circonvallazione ferroviaria sviluppato dal consorzio Oc’Via. L’eventuale insorgenza di ritardi avrebbe potuto compromettere la pianificazione complessiva del nodo infrastrutturale.
Per rispettare i vincoli temporali, la realizzazione ha seguito un ritmo di avanzamento molto serrato, con la posa di un palo al giorno e una durata complessiva di meno di cinque mesi, corrispondente a circa la metà dei tempi inizialmente previsti. Questo ha comportato una profonda revisione delle tecniche costruttive.
Uno dei primi interventi è stato lo sviluppo di una cassaforma metallica su misura, utilizzata per l’installazione del primo dei 30 pali il 15 novembre 2015. Tale soluzione ha permesso di garantire precisione, rapidità e sicurezza nella realizzazione degli elementi portanti.
Parallelamente, è stato adottato un sistema di prefabbricazione sia per le travi primarie che per quelle secondarie, al fine di accelerare i tempi di posa e ridurre la necessità di sostegni provvisori in cantiere. Le palme autoportanti in BFUP sono state prefabbricate in officina nel corso di cinque mesi e successivamente sollevate mediante gru nell’arco di due settimane, esclusivamente durante l’orario notturno, per evitare interferenze con il traffico ferroviario esistente.
Sebbene il piano preveda anche piste ciclabili e percorsi pedonali per favorire l’accessibilità e l’intermodalità, il progetto ha sollevato critiche da parte di associazioni ambientaliste. Le obiezioni si sono concentrate principalmente sull’impatto ambientale dell’intervento e sulla localizzazione della stazione, ritenuta periferica rispetto al centro urbano.

## La memoria di Pier Luigi Nervi[2]
Nel 2018, la copertura della stazione TGV di Montpellier ha ricevuto il primo premio nella categoria "Decorative Concrete" nell’ambito degli ACI Excellence in Concrete Construction Awards, riconoscimento assegnato dall'American Concrete Institute per premiare l'innovazione e l'eccellenza nell'uso del calcestruzzo.
Nonostante la definizione "decorativa", la copertura si distingue per le sue elevate qualità strutturali e tecniche, paragonabili a opere storiche del modernismo strutturale. Tra i riferimenti più citati figura il Salone B del complesso espositivo di Torino, progettato da Pier Luigi Nervi nel 1948, con una copertura in ferrocemento costituita da onde sottili di circa 3 cm di spessore e con luci superiori ai 70 metri, realizzate anch'esse con elementi prefabbricati e modulari.
Entrambe le opere presentano analogie nel linguaggio formale e nella soluzione tecnica, in particolare per l’uso di forme ondulate prefabbricate che consentono tempi di costruzione ridotti e per la presenza di forature funzionali all’illuminazione naturale. Nel caso della stazione di Montpellier, le palme in BFUP presentano piccoli fori vetrati, mentre nella struttura torinese vennero adottate ampie finestre laterali nei conci.
Non è documentato se i progettisti francesi abbiano fatto esplicito riferimento all’opera di Nervi; la somiglianza tra i due progetti potrebbe essere casuale oppure frutto di convergenze progettuali in risposta a esigenze strutturali e ambientali simili.